# Peintres de la réalité poétique
Die Peintres de la réalité poétique waren eine Gruppe von acht Künstlern, die sich zum Teil schon seit ihren Studienzeiten kannten und sich zu einem gemeinsamen Stil bekannten.
Die Mitglieder waren Maurice Brianchon (1899–1979), Christian Caillard (1899–1985), Jules Cavaillès (1901–1977), André-François Breuillard (1898–1994), Raymond Legueult (1898–1971), Roger Limouse (1894–1989), Roland Oudot (1897–1981) und André Planson (1898–1981). 
Diese Künstlervereinigung ist nicht mit der Peintres de la Réalité zu verwechseln.